# 甘河
甘河（ガンがわ）とは主に内モンゴル自治区と黒竜江省を流れる川で、アムール川水系に属する嫩江の支流の1つである。満州語ではガン川(gʼan bira)と呼ばれた。

## 概要
内モンゴル自治区フルンボイル市の伊勒呼里山南麓を源流とし南方に向かって流れ、黒竜江省ジャグダチ区を経て、嫩江右岸に合流する。全長は350kmで、主要な支流には克一河・吉文河・阿里河・奎勒河等がある。
甘河流域は清朝の時代にオロチョン・ダウールといった民族の居住地となっており、現代においても流域にオロチョン自治旗が位置する。